# Arnulphe d’Aumont
Arnulphe d’Aumont (* 1721 in Grenoble; † 18. August 1800 in Valence, Département Drôme) war ein französischer Mediziner der Aufklärung. Er war einer der Hauptbeiträger zur Encyclopédie für den Themenbereich Medizin.

## Leben und Werk
Auf Wunsch seines Vaters begann Aumont im Jahr 1742 ein Medizinstudium in Montpellier. Während seiner Studienzeit führte er gemeinsam mit seinem Freund Théophile de Bordeu anatomische Studien in der Freimaurerloge La Liberté durch, an deren Gründung beide beteiligt waren. 1744 schloss Aumont sein Studium ab und veröffentlichte im selben Jahr seine erste Schrift mit dem Titel Relation des fêtes publiques données par l’Université de Montpellier à l’occasion du rétablissement de la santé du roi, procuré par trois médecins de cette école (etwa: Bericht über die öffentlichen Feiern an der Universität Montpellier aus Anlass der durch drei Mediziner dieser Einrichtung beförderten Genesung des Königs).
Im Jahr 1745 wurden an der Universität Valence zwei Lehrstühle für Medizin frei. Ohne vorherige Ausschreibung wurde Aumont auf einen der beiden berufen; der andere blieb unbesetzt. Aufgrund der Tatsache, dass Aumont seine Lehrtätigkeit erst zwei Jahre später aufnehmen konnte, vermutet Kafker, dass bei der Berufung eine erhebliche Summe Geldes im Spiel gewesen sein müsse und der Vorgang einige Irritation ausgelöst habe. Bis zum Ende des Ancien Régime blieb Aumont der einzige Medizinprofessor der Universität. Im Jahr 1772 übte er darüber hinaus das Amt des Rektors aus.
Neben seiner Tätigkeit an der Universität behandelte Aumont Patienten im örtlichen Militärkrankenhaus und in einer privaten Praxis. Gleichzeitig bildete er sich umfassend weiter und korrespondierte mit anderen Gelehrten der Dauphiné, unter ihnen auch der Arzt Jean-Joseph Menuret. Aumont gehörte zu den Gründungsmitgliedern der Societé académique et patriotique in Valence, war Mitglied der Société royale des sciences von Montpellier und der Académie royale des sciences, belles-lettres et arts von Lyon.
Eigenständige Schriften hat Aumont nur wenige veröffentlicht. Im Jahr 1762 erschien Mémoire sur une nouvelle méthode d’administrer le mercure dans les maladies vénériennes et autres (etwa: Bericht über eine neue Methode zur Verabreichung von Quecksilber bei Geschlechts- und anderen Krankheiten). Im Vergleich zu Aumonts Beiträgen zur Encyclopédie nimmt diese jedoch einen untergeordneten Rang ein.
Beginnend mit dem 1753 erschienenen dritten Band der Encyclopédie trug der Aufklärer mehrere hundert Artikel bei (Autorenkürzel: „d“). Nach dem Tod von Urbain de Vandenesse benötigte Denis Diderot einen Autor für den Bereich der Medizin. Auf Empfehlung von Gabriel-François Venel fiel die Wahl auf Aumont. Dieser schien seine Arbeit zur allgemeinen Zufriedenheit auszuüben. Zwar reichte er seine Artikel bisweilen zu spät ein und schrieb nicht immer leserlich, im Jahr 1755 erhielt er aber einen freundlichen Brief von Diderot und wurde im Vorwort zum fünften Band (1755) als „einer unserer gewandtesten und nützlichsten Kollegen“ bezeichnet. Nach dem Skandal um d’Alemberts Artikel Genève im siebten Band (1757) der Encyclopédie und der 1759 erfolgten Eintragung des Werkes in das Verzeichnis der von der katholischen Kirche verbotenen Schriften, den Index Librorum Prohibitorum, erschienen alle Beiträge Aumonts ohne Hinweis auf seine Autorschaft.
Über Aumonts Rolle während der Französischen Revolution ist nur wenig bekannt. Sein letztes aus der nach seiner Übersiedlung nach Valence geschlossenen Ehe stammendes Kind, eine Tochter, starb im Sommer 1794. Durch einen Bericht seines Schwiegersohns ist überliefert, dass Aumont am 18. August 1800 starb.

## Werke (Auswahl)
- Relation des fêtes publiques données par l’Université de Montpellier à l’occasion du rétablissement de la santé du roi, procuré par trois médecins de cette école (1744)
- Mémoire sur une nouvelle méthode d’administrer le mercure dans les maladies vénériennes et autres (1762)